# Послание Ивана Грозного в Кирилло-Белозерский монастырь
Послание Ивана Грозного в Кирилло-Белозерский монастырь было написано предположительно в сентябре 1573 года. В этом письме царь раскритиковал монастырские порядки и изложил свои представления о монашеской жизни. Послание сохранилось в 20 списках XVII века.

## Содержание
Кирилло-Белозерский монастырь в XVI веке был одной из наиболее авторитетных обителей Русского царства. Известно, что в годы опричнины царь Иван Грозный мечтал принять там постриг и зажить спокойной жизнью. Однако в 1571 году в этом монастыре начались «нестроения», слухи о которых вскоре дошли до царя. Там постригся боярин Иван Васильевич Шереметев Большой, который начал нарушать монастырский устав и развращать «братию». Позже он поссорился с ещё одним знатным монахом — в миру Василием Степановичем Собакиным, тестем Ивана Грозного. Царь вызвал Собакина к себе, убедился, что тот непригоден к монашеской жизни, и наложил на него опалу. Тем не менее Шереметеву было приказано не нарушать устав. Братия монастыря вступилась за него, и тогда царь решил лично написать письмо игумену Косме.
В начале послания автор пишет о себе как о смиренном и недостойном грешнике, но потом резко превращается в сурового обличителя и наставника. Он объясняет адресату, что монастырский устав следует строго чтить, не делая исключений для «любострастных» бояр. Царь приводит многочисленные примеры святой жизни, цитирует источники, напоминает о «чюдотворце» Кирилле и Иоанне Златоусте. По его мнению, игумен обязан добиваться от монахов беспрекословного повиновения себе и преданию.
Ещё одна важная тема письма — невнимание монахов к царской воле. Автор упрекает иноков в том, что они Шереметева уважают больше, чем царскую власть. Он зло насмехается над адресатом, объясняет всё неприличие его поведения, но при этом, хотя и уверен в своей правоте, не показывает желания добиваться выполнения своих наставлений. «Как лутче, так и делайте! — пишет царь. — А мне до того ни до чего дела нет». Его главное желание — чтобы монахи оставили его в покое. Отсюда историки делают вывод, что Иван IV к 1573 году расстался с иллюзиями о тихой монастырской жизни.

## Восприятие
Не сохранилось ни одного списка письма, датированного XVI веком. Однако к XVII веку относятся более 20 списков, что говорит о достаточно широком распространении послания. По-видимому, оно считалось не только деловым письмом, но и литературным памятником.